# گردوی سفید
گردوی سفید (نام علمی: Juglans cinerea) نام یک گونه از سرده گردو است.